# Lahodivka, Kazanka
Lahodivka (în ucraineană Лагодівка) este localitatea de reședință a comunei Lahodivka din raionul Kazanka, regiunea Mîkolaiiv, Ucraina.

## Demografie
Componența lingvistică a localității Lahodivka
     Ucraineană (93,97%)
     Rusă (5,32%)
     Alte limbi (0,7%)
Conform recensământului din 2001, majoritatea populației localității Lahodivka era vorbitoare de ucraineană (93,97%), existând în minoritate și vorbitori de rusă (5,32%).